# Sofia Sakorafa
Sofia Sakorafa (in greco Σοφία Σακοράφα?; Trikala, 29 aprile 1957) è un'ex giavellottista e politica greca, eletta eurodeputata nel 2014 con SYRIZA.
Nel settembre 2015 lascia SYRIZA non condividendo le scelte economiche del Governo Tsipras. Nel dicembre 2018 aderisce a MeRA25 di Gianīs Varoufakīs.
È presidente della Association hellénique d'athlétisme amateur (SEGAS).